# Disney Digital Network
Disney Digital Network (anciennement Maker Studios) est un réseau multichaîne qui produit et assiste des vidéastes, principalement sur YouTube. Le studio a été acheté en mars 2014 par The Walt Disney Company.
Dans son rapport annuel 2014, Disney précise que le studio est rattaché à la fois aux divisions Disney Media Networks et Walt Disney Studios Entertainment. Fin 2016, le studio intègre les équipes de la division Disney Consumer Products and Interactive Media. En mai 2017, il fusionne pour devenir le réseau numérique Disney Digital Network.

## Historique

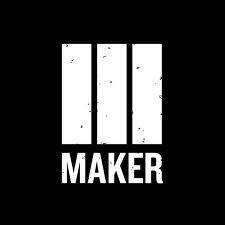
logo de Maker Studios.

La société est fondée en 2009 par Lisa Donovan, Danny Zappin, Scott Katz, Kassem G, Shay Carl, Ben Donovan (frère de Lisa),. Les trois premières chaînes produites pour Youtube sont Maker Music Network, Tutele et The Mom's View, les deux premières ont fermé moins de six mois après leur lancement,,.
Le 31 octobre 2011, Courtney Holt ancienne présidente de MySpace Music est nommée CEO de Maker Studios.
Au début de l'année 2012, Maker Studios fait partie des entreprises à succès profitant des chaînes de Youtube avec presque autant de spectateurs que la chaîne Nickelodeon. Le 1er mars 2012, Maker Studios reçoit un investissements de 100 millions d'USD de la part de YouTube. Le 3 avril 2012, Maker Studios s'associe au compositeur Mike Tompkins pour mettre en musique son contenu. Le 10 avril 2012, Ryan Lissack est nommé CTO. Le 2 mai 2012, Maker Studios annonce un partenariat avec Tribeca Productions, le studio de Robert De Niro. Le 26 juin 2012, Ynon Kreiz ancien PDG d'Endemol rejoint Maker Studios comme président du directoire.
Le 29 juin 2012, Maker Studios annonce un contrat avec le rappeur Snoop Dogg pour sa chaîne Youtube WestFestTV,,. Le 20 décembre 2012, Maker Studios annonce avoir finalisé une levée de fonds de 36 millions d'USD menée par Time Warner Investments mais comprenant aussi le fonds Downey Ventures de Robert Downey Jr..
En janvier 2013, Maker Studios annonce le renommage de sa chaîne consacrée au jeu vidéo The Game Station en Polaris. Le 14 janvier 2013, Maker Studios annonce un contrat avec le réalisateur Kevin Smith. Le 7 mai 2013, Ynon Kreiz, ancien PDG d'Endemol est nommé CEO de Maker Studios à la suite du départ de Danny Zappin.

### 2014-2017: Rachat par Disney
Le 24 mars 2014, The Walt Disney Company a annoncé l'achat de Maker Studios pour 500 millions d'USD, somme à laquelle s'ajouteront 450 millions si les résultats sont atteints,,. Le 25 mars 2014, le magazine Time liste 5 raisons pour lesquelles Disney a acheté Maker Studios, le recrutement de nouveaux talents, pousser les productions Disney en ligne, négocier de meilleurs contrats publicitaires, minimiser les échecs précédents comme Playdom et préparer le futur avec la baisse des abonnés aux chaînes câblées.
Le 14 avril 2014, Relativity Media fait une contre-offre à 500 millions puis 400 millions sous condition mais en ajoutant 100 millions de bonus aux employés remarquables,,. Mais le directoire de Maker Studios répond que l'offre de Disney a déjà été acceptée,,.
Le 6 mai 2014, conséquence du rachat par Disney, Omnicom signe un contrat publicitaire avec Maker Studios. Le 2 juin 2014, Disney annonce la suppression de 10 % des 380 employés de Maker Studios. Le 12 octobre 2014, Disney Channel propose un bloc de programmes issus des productions de Maker Studios, intégrant pour certains programmes des vedettes de la chaîne Disney,.
Le 1er janvier 2015, Disney  demande à Maker Studios de produire une web-série pour promouvoir la sortie du film Star Wars, épisode VII : Le Réveil de la Force. Le 15 janvier 2015, Maker Studios signe un contrat de production de contenu par ses contributeurs pour le service à la demande de Vimeo,. Le 28 avril 2015, Maker Studios lance une campagne de création de contenu sur Marvel et sur les X Games d'ESPN,,. Le 9 juillet 2015, Maker Studios achète la startup Instafluence qui permet aux commerciaux d'entrer en contact avec des individus ayant un large public sur les réseaux sociaux. Le 24 août 2015, Erin McPherson, directrice du contenu, et Jeremy Welt, responsable marketing, quittent leurs postes,. Le 25 août 2015, Disney verse 105 millions d'USD aux anciens actionnaires au titre de la première période d'earnout. Le 29 octobre 2015, Maker Studios signe un contrat avec le service gratuit de vidéo en ligne Go90 de Verizon pour produire au moins 8 séries et des événements. Le 13 novembre 2015, fruit de la synergie au sein de groupe Disney, le jeu Star Wars: Commander de Disney Interactive sort sur smartphone et contient des vidéos réalisés par les membres de Maker Studios. Le 15 décembre 2015, Courtney Holt est nommée directrice de Maker Studios en remplacement de Ynon Kreiz,.
Le 19 février 2016, Maker Studios présente sa première série produite pour la télévision qui doit être diffusée à partir du 25 février sur History Channel. Le 25 février 2016, Maker Studios lance un programme de subventions aux youtubeurs pour produire des émissions originales. Le 28 juillet 2016, Maker Studios licence une partie de son personnel, trente postes sont affectés,,.  Le 24 octobre 2016, Disney United Kingdom signe un accord avec l'opérateur TalkTalk pour diffuser le contenu de Maker Studios sur son service de vidéo à la demande payant. Le 20 décembre 2016, Disney annonce la fusion de Maker Studios avec le service Content & Media de la division Disney Consumer Products and Interactive Media tout en conservant ses bureaux à Culver City,,,.
Le 13 février 2017, Maker Studios met fin à sa collaboration avec le vidéaste PewDiePie à la suite de la publication en janvier de vidéos à caractère raciste,,. Le 14 février 2017, Disney détaille la fusion de Maker Studios avec la division média de Disney Consumer Products and Interactive Media avec des suppressions de postes. Depuis le rachat en 2014 par Disney, le nombre de vues de Maker Studios est passé de 4 à 10 milliards et a généré des millions de dollars toutefois Disney n'indique pas si sa filiale est rentable et prévoit de réduire le nombre de personnalité. Le 23 février 2017, Disney annonce la suppression de 80 postes chez Maker Studios,. Le 3 mars 2017, le Hollywood Reporter voit dans les réorganisations imposées par Disney à sa filiale Maker Studios, un coup d'arrêt du modèle d'entreprise liés aux Réseaux multichaîne YouTube.

### 2017: Disney Digital Network
Le 2 mai 2017, Disney présente son nouveau réseau numérique nommé Disney Digital Network regroupant ses productions de contenus Disney, Marvel, Star Wars avec Maker Studios,,. Maker Studios disparaît au profit de Disney Digital Network et les marques Oh My Disney, Disney Style, Disney Family, Babble et Polaris regroupent les différents éditeurs des chaînes de médias sociaux,.
Le 19 janvier 2018, Disney Digital Network et Twitch signent un contrat pluriannuel de diffusion du contenu Disney sur 4 chaînes du service de streaming d'Amazon,. Le 1er mai 2018, Disney annonce le lancement d'une nouvelle chaîne internet culinaire et du site associé, nommé Disney Eats,. Le 2 novembre 2018, Walt Disney Direct-to-Consumer and International annonce une énième vague de licenciement de 20 personnes au sein de Disney Digital Network,,.
Le 7 janvier 2019, le site TechCrunch indique que le site Babble.com a fermé mi-décembre 2018, site acheté 40 millions d'USD par Disney en 2011.

## Sous-chaînes
- Oh My Disney
- Disney Style
- Babble.com
- Disney Family
- Disney Eats
- Polaris. Anciennement connu sous le nom The Game Station[17], Polaris est une sous-chaîne consacrée à la culture du jeu vidéo[73]. Elle comprend plusieurs chaînes comme PewDiePie, KSI, Vegetta777, Alexby11, OhzGamer, Chuggaaconroy, Markiplier, Dodger, Jesse Cox, SomeOrdinaryGamers, The Yogscast, Game Grumps, TotalBiscuit, Angry Joe, Rabbidluigi, Wartek, Wowcrendor, Lextube, UberHaxorNova and The Creatures, TheRunawayGuys, Shofu, PeanutButterGamer, Did You Know Gaming?, Continue?, ProJared, Egoraptor, Larry Bundy Jr., Stampylonghead, IBallisticSquid, JonTron, Jacksepticeye, CaptainSparklez, The Completionist, ModernWarNegro, stacysays, et AshleyMarieeGaming.

Anciennes sous-chaînes
- Maker Music. Maker Studios a lancé une sous-chaîne spécialisée dans la musique peu connue en ligne ou hors scène[73].
- MakerGen est une sous-chaîne conçue pour promouvoir les petites chaînes ou celles se développant. Initialement nommée RPM Network, cette chaîne a largement contribué au développement de Maker Studios et contenu de le faire sous son nouveau nom.

## Analyse
Le 22 février 2017, le site Digiday publie une analyse de l'acquisition de Maker Studios par Disney. L'analyse a été réalisée d'après plusieurs interviews d'anciens employés de Disney et de Maker Studios. Cette acquisition avait été annoncée en mars 2014 pour la somme de deux fois 500 millions d'USD, la première immédiate et la seconde plus tard si les résultats étaient bon. Trois ans plus tard, Disney n'a payé que 675 millions. Le nombre de vidéastes du réseau multichaîne est, lui, passé de plusieurs dizaines de milliers à 300, mais quand même avec un chiffre d'affaires de 370 millions d'USD en 2016 dont 70 en publicité directe. Maker Studios est un exemple de la dérive de l'économie des réseaux multichaînes avec des vidéastes produisant du contenu pour des sites de réseaux sociaux qui ne sont pas propriétaires, et chaque acteur ne perçoit qu'une partie des revenus. Ces vidéastes sont payés en échange de garanties de productions qui souvent ne sont pas à la hauteur. Une solution avancée pour qu'un réseau multichaîne sorte de ce schéma est de produire lui-même son contenu avec des vidéastes devenu réalisateurs à l'image des studios cinématographique, ce qu'a déjà fait le concurrent AwesomenessTV (en), filiale de NBCUniversal.
En interne, l'entreprise Maker Studios a aussi un problème de direction, avec trop de personnes et des changements réguliers. L'avenir de Maker Studios au sein de Disney n'est pas clair et son intégration à la division des produits de consommation et du contenu interactifs ne permet pas de le savoir. Cette intégration permet toutefois aux vidéastes de pouvoir travailler avec le catalogue de propriétés intellectuelles du groupe.